# Ścięga długoroga
Ścięga długoroga (Megaloceroea recticornis) – gatunek pluskwiaka z podrzędu różnoskrzydłych i rodziny tasznikowatych.
Gatunek ten opisany został po raz pierwszy w 1785 roku przez Étienne Louisa Geoffroy’a jako Cimex recticornis.
Pluskwiak o silnie wysmuklonym, zielonym lub słomkowożółtym ciele długości od 7,9 do 8,5 mm u samców i od 9 do 10,2 mm u samic. Nie krótszą niż szeroką głowę cechuje niewystające poza wierzchołek tylusa czoło, podłużne wcięcie pośrodku ciemienia, przylegające do obrączki apikalnej oczy oraz szerokość ciemienia 2,3 raza większa niż oka. Pierwszy człon czułków niemal dorównuje długością głowie i przedpleczu razem wziętym oraz porośnięty jest krótkimi, kolcowatymi włoskami. Powierzchnia tarczki jest niepunktowana. Półpokrywy mają zakrywkę z dwoma dobrze widocznymi komórkami w użyłkowaniu. Odnóża mają ciemne stopy o pierwszym członie nieco krótszym niż dwa następne razem wzięte. Tylna para odnóży ma uda dość walcowatwe oraz golenie zaopatrzone w grube szczecinki, a na wewnętrznych powierzchniach krótsze od ich średnicy włoski.
Larwy (nimfy) są zielone, często z parą brązowych pasów biegnących wzdłuż tułowia.
Tasznikowaty ten zamieszkuje łąki, inne trawiaste tereny otwarte i skraje lasów. Jest fitofagiem, żerującym na różnych trawach. Do ukończenia cyklu rozwojowego wymaga pożywiania się ich kwiatostanami. Owady dorosłe są aktywne od końca maja do września, zaś larwy obserwuje się do końca lipca.
Owad znany z większości krajów Europy z wyjątkiem Islandii, Irlandii i Portugalii. W Polsce występuje w całym kraju, ale większość znanych stanowisk znajduje się w jego części południowej.